# Marvin Obando
Marvin Obando Obando (ur. 4 kwietnia 1960 w Puntarenas) – piłkarz kostarykański grający na pozycji bocznego obrońcy.

## Kariera klubowa
Karierę piłkarską Obando rozpoczął w klubie CS Herediano z miasta Heredia. 22 lipca 1979 zadebiutował w jego barwach w kostarykańskiej Primera División w zremisowanym 2:2 meczu z Puntarenas FC. Największe sukcesy karierze odnosił właśnie z Herediano, z którym pięciokrotnie wywalczył mistrzostwo kraju w latach 1979, 1981, 1985, 1987 i 1993. Po odejściu z Herediano grał w takich klubach jak: AD San Carlos, CS Cartaginés, Deportivo Saprissa, AD Municipal de Turrialba, Puntarenas FC i AD Ramonense.

## Kariera reprezentacyjna
W reprezentacji Kostaryki Obando zadebiutował 12 marca 1980 w wygranym 3:2 meczu z Surinamem. W 1990 roku został powołany przez selekcjonera Velibora Milutinovicia do kadry na Mistrzostwa Świata we Włoszech. Tam był rezerwowym zawodnikiem i rozegrał jedno spotkanie, przegrane 1:4 w 1/8 finału z Czechosłowacją. Od 1980 do 1994 roku rozegrał w kadrze narodowej 50 meczów i zdobył jednego gola.
W swojej karierze Obando wraz z kadrą olimpijską wystąpił na Igrzyskach Olimpijskich w Moskwie i w Los Angeles.